# Абаева, Людмила Николаевна
Людми́ла Никола́евна Аба́ева (14 сентября 1951, Кизел, Молотовская область — 2 ноября 2012, Москва) — русская поэтесса, переводчица. Член Союза российских писателей, Президиума Литературного фонда России, секретарь Правления Союза российских писателей.

## Биография
Родилась 14 сентября 1951 года в шахтёрском городе Кизеле Пермской области.  Училась в школе № 4. Родители работали на шахте имени Ленина: отец, Николай Захарович Абаев — горный мастер, участник Великой Отечественной войны; мать, Абаева (Матвеева) Лидия Алексеевна — бухгалтер. После окончания средней школы, жила в Ленинграде, затем в Уфе (Башкирия), работала журналистом. Окончила в 1983 году Литературный институт имени А. М. Горького (поэтический семинар Анатолия Жигулина). Людмила Николаевна стояла у истоков создания Союза российских писателей, проводила большую организационную работу, помогая писателям, оказавшимся в трудном положении в «перестроечные годы», уделяя особое внимание региональным отделениям. Лауреат Международной Артийской премии. За своё творчество и за свою общественную работу она была награждена Почётной грамотой Министерства культуры Российской Федерации, медалью Ф. Тютчева, М. А. Шолохова, Т. Твардовского и другими. Она являлась лауреатом Международной литературной премии имени М. А. Волошина, Литературной премии Министерства культуры Российской Федерации. Проживала в Москве.
Умерла 2 ноября 2012 года в Москве.

## Творчество
Стихотворения писала с детства, первая публикация состоялась в городской газете «Уральская кочегарка» в 1969 году. В 1970 году была приглашена на областное совещание писателей в город Пермь. Первый сборник стихотворений — «От зелени до охры» (М., 1983). Книга избранных стихотворений — «Сны и птицы» (М., 2010). Стихи публиковалась в журналах «Новый мир», «Урал», «Мы», «Юность», «Лепта», «День и ночь» (Красноярск), «Меценат и мир» (Рязань), «Город» (Тольятти), «WAIGUO WENYI» (Китай, переводчик Джэн Тиу), «Радуга» (Эстония), «Брега Тавриды» (Крым), «Новый мир» (Армения); в газетах «Литературная Россия», «Литературная газета», «День литературы», «Общеписательская литературная газета»; а также в альманахах и коллективных сборниках.

Стихи переведены на иностранные языки.
Переводы с грузинского опубликованы в книге «Рифмы солнечных лучей: Современные поэты Грузии» (М., 2011).

Автор и руководитель проекта антологии стихотворений «Прекрасны вы, брега Тавриды: Крым в русской поэзии» (М., 2000); автор-составитель антологии современной русской прозы и поэзии в двух томах «Лёд и Пламень» (М., 2009); руководитель проекта книги избранных произведений Евгения Блажеевского «Монолог» (М., 2005).
Творчество Людмилы Абаевой получило высокую оценку известных русских поэтов Анатолия Жигулина и Владимира Соколова, прозаика и философа Юрия Мамлеева, литературных критиков Льва Аннинского, Станислава Джимбинова, Павла Басинского, Киры Сапгир (Франция).

## Сочинения
- От зелени до охры (1983).
- Сны и птицы: Стихотворения. — Предисл. С. Джимбинова. — М.: Союз Российских писателей, 2010. — 69 с.: портр. — ISBN 978-5-901511-12-1